# 아키아톤하론크웬
아키아톤하론크웬(모호크어: Akiatonharónkwen, ? ~ 1814년 10월) 또는 영어 이름 조지프 루이스 쿡(Joseph Louis Cook)은 이로쿼이 지도자로 미국 독립전쟁 당시 대륙육군 장교로 복무했다. 흑인 아버지와 아베나키족 어머니 사이에서 태어나 어머니와 함께 뉴욕의 모호크족 마을로 가서 살았다. 프렌치 인디언 전쟁에서 활약하여 두드러진 모호크 지도자 중 하나가 되었다.
미국 독립전쟁이 일어나자 그는 독립파를 지지하여 그에 가담해 싸웠다. 최종 계급은 중령으로, 대륙육군의 아메리카 원주민 중 최고 계급까지 승진했다. 그는 독립파와 연합하여 영국에 맞서던 오네이다족 전사들을 지휘했다. 전쟁이 끝난 뒤에는 뉴욕주 중부에 정착해 오네이다족의 중요한 자문가가 되었다. 오네이다족을 비롯한 7개 원주민들을 대표하여 뉴욕 주정부와 토지 문제로 협상을 하기도 했다. 이후 모호크족 보존구역으로 지정되는 아크웨사스네에 정착하여 거기서 죽었다.